# Hanna Nygren
Hanna Maria Nygren född 1 april 1987, är en svensk dramatiker, dramaturg och översättare.

## Biografi
Nygren växte upp på Råå strax söder om Helsingborg och intresserade sig mycket tidigt för teater. Nygren började studera i Lund 2007 och var under studietiden i Lund verksam i Wermlandsspexet både som skådespelare och manusförfattare. Under Lundakarnevalen 2010 var hon tältchef, manusförfattare och skådespelare i karnevalsspexet Döden på Karnevalen. Efter en kandidatexamen i Franska 2011 från Lunds universitet, deltog Nygren 2011 i den 14e säsongen av Expedition Robinson. Där hon tog sig till final, men förlorade finaltävlingen mot slutliga vinnaren Mats Kemi.  Därefter följde studier vid Biskops Arnös folkhögskola, samt skrivlinjen på Wiks folkhögskola innan Nygren 2016 kom in på Stockholms dramatiska högskola för studier med inriktning dramatiker/dramaturg. Under och efter studierna vid Stockholms dramatiska högskola har Nygren varit verksam vid Kulturhuset Stadsteatern, Skarpnäcks Kulturhus samt Helsingborgs Stadsteater. 2015 var Nygren med och bildade Teater Akut med  André Hasselgren och Amanda Lebert Elfvelin. 

## Tematik
Nygrens pjäser och manus präglas inte sällan av teman som döden, outsiderperspektiv, normbrytande och alternativa verkligheter.

## Verk i urval
- Sandslottet, Uppsala Stadsteater, 2022
- Min tur nu, Kungliga Operan, 2022
- BOBHUNDMUSIKAL, Helsingborgs stadsteater, 2021
- VANSINNET - en resa genom själens rymd, Kulturhuset Stadsteatern, 2020
- Macbeth - making a murderer, Helsingborgs stadsteater, 2019
- Äkta Känslor, Örebro Länsteater, 2019
- Att se, Regionteatern Blekinge Kronoberg 2019
- Kamraterna, Uppsala Stadsteater, 2018